# 傅志煌
傅志煌（？—），男，汉族，中华人民共和国政治人物。曾任全国政协党组成员、副秘书长。第十届全国政协委员。